# Raymond Lucas
Pour les articles homonymes, voir Lucas.
Raymond Lucas, né le 13 décembre 1918 à Paris et mort le 15 décembre 2006, est un coureur cycliste français. Il est professionnel en 1939, puis de 1946 à 1951.

## Biographie
En 1949, il termine deuxième du Critérium national et douzième de la Flèche wallonne.

## Palmarès
- 1938
  - Paris-Ézy
- 1947
  - 5e étape du Tour de l'Ouest
  - 7e du Grand Prix des Nations
- 1949
  - 2e du Critérium national

## Résultats sur les grands tours

### Tour de France
2 participations
- 1947 : 44e
- 1949 : éliminé (10e étape)